# La Promenade de Versailles
La Promenade de Versailles est une nouvelle écrite par Madeleine de Scudéry en 1669. Il s'agit de la troisième et dernière nouvelle de l'autrice. Ce texte offre une rare description du premier Versailles, il s'agit aussi d'un très bon exemple d’œuvre galante, courant en vogue à l'époque. 

## Éditions modernes
- Madeleine de Scudéry, La Promenade de Versailles, Paris, Mercure de France, 5 juillet 1999, 64 p. (ISBN 978-2-7152-2038-6)
- Madeleine de Scudéry, La Promenade de Versailles, Paris, Éditions Honoré Champion, 3 juin 2019, 294 p. (ISBN 9782745352897)